# Overclocking

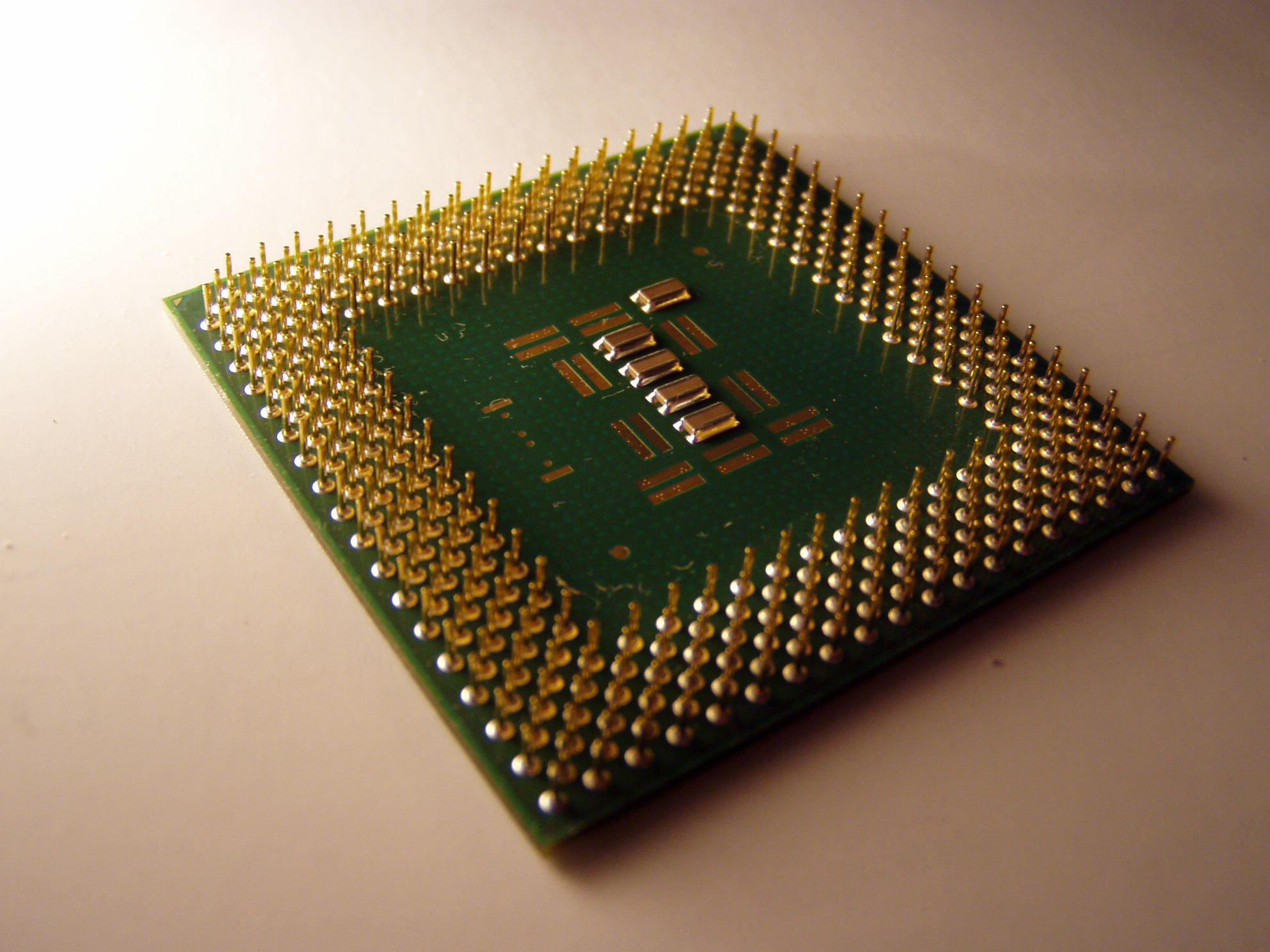
Esempio di CPU

Con overclocking, in informatica, si indica una pratica finalizzata al miglioramento delle prestazioni di un componente elettronico di un computer (in genere la CPU o la GPU) mediante l'aumento della velocità della frequenza di clock rispetto a quella prevista dal produttore, marchiata sul contenitore della CPU.
Nel caso delle CPU, di cui si parla in generale ai soli fini esemplificativi, ciò che viene alterato è il segnale di clock interno del sistema, che determina quanti cicli di operazioni la CPU del computer debba eseguire nell'unità di tempo. Cambiando la frequenza alla quale questi cicli vengono eseguiti, in alcuni casi, è possibile aumentare o diminuire il numero delle operazioni nell'unità di tempo eseguite dal componente coinvolto.
A livello pratico si tratta di un'operazione legale, che nella stragrande maggior parte dei casi invalida istantaneamente la garanzia del prodotto oggetto della manipolazione. L'overclocking può essere eseguito in modo più o meno spinto, ma è in generale paragonabile al modificare la centralina di un autoveicolo affinché raggiunga il massimo delle prestazioni con rischio della compromissione della durata stessa del mezzo.

## Descrizione generale

### Definizione tecnica
In termini più precisi, fare un overclocking significa aumentare la frequenza di lavoro di un qualsiasi componente caratterizzato da operazioni cicliche, come per esempio un processore. La frequenza con cui lavora un moderno processore è determinata da due parametri: la velocità e il tipo di bus, che potrebbe, per esempio, essere di 200 MHz, e il moltiplicatore di tale parametro, nel nostro caso esemplificativo pari a ×10. Dato l'esempio, la frequenza di lavoro del processore preso in esame sarà di 2 GHz.
In generale è possibile praticare l'overclock di tutti i componenti digitali in sistemi asincroni, composti quindi da sottosistemi che operino a velocità diverse tra loro e non uniformi. Nello specifico del nostro esempio, un qualsiasi sistema informatico ha le porte USB, la memoria di sistema, la memoria della scheda grafica, la CPU e il bus di sistema che operano a velocità diverse: è l'architettura che procede poi a bufferizzare e gestire in modo del tutto trasparente le transazioni delle informazioni tra un componente e l'altro. In sistemi sincroni, invece, esiste una sola velocità di clock alla quale sono legate tutte le componenti del sistema: modificarla significherebbe agire sull'intero sistema, cosa che in realtà non è possibile data la nativa eterogeneità delle componenti in questione.
Tornando a un personal computer, di solito si usa praticare gli overclock sulla memoria e la GPU della scheda video, nonché su memoria, bus e CPU del sistema, tutto ai fini di migliorare le prestazioni.

### I possibili problemi
Interventi di overclocking si rendono possibili dal momento che i chip che escono dalle fabbriche sono progettati per lavorare a una certa frequenza, ma devono necessariamente tollerare frequenze superiori. Questa metodologia di produzione viene adottata per compensare il fatto che i chip costruiti possano effettivamente essere più o meno validi, a seconda della purezza delle materie prime utilizzate e dell'inevitabile imprecisione dei macchinari in opera presso le filiere di produzione.
Ad esempio, un macchinario che dovesse produrre chip per operare a una velocità di 1000 MHz con una tolleranza di 200 MHz, dovrà necessariamente produrre chip da almeno 1200 MHz nominali, per evitare che buona parte della produzione non regga le frequenze prefissate.
Gli overclockers sfruttano tali differenze per spingere i chip ai loro limiti prestazionali ed è per questo che a parità di modello alcuni chip sono più o meno "fortunati" di altri. Spesso, inoltre, diversi modelli di processore derivano da un'unica filiera produttiva: ciò spiega come può accadere che, in alcuni casi, dei modelli economici possano raggiungere facilmente le prestazioni di modelli più performanti, mentre magari alcuni esemplari di questi ultimi fatichino ad operare oltre la loro frequenza nominale.
Quando si effettua un overclock, il componente interessato potrà anche divenire instabile e dare luogo a fenomeni imprevisti di blocco. Il problema più grande da risolvere quando si effettuano operazioni di questo genere su un computer è mantenere una temperatura di esercizio nella norma: aumentando infatti la frequenza di lavoro aumenta anche la quantità di corrente assorbita dal componente, di conseguenza pure il calore generato. Per dare un'idea del problema, un processore overclockato può arrivare ad operare anche a temperature di 60-80 gradi Celsius superiori a quelle nominali indicati dal costruttore. Per questa ragione, ad esempio, il produttore Intel non implementa l'overclock nelle schede madri, così da poter garantire ai propri utenti finali la rispondenza in esercizio dei parametri nominali dichiarati (la stessa produce tuttavia dei processori con moltiplicatore sbloccato, da abbinare a chipset adeguati, per chi ha intenzione di effettuare overclock).

### Estensione del concetto
Per estensione, il termine è usato anche per indicare un miglioramento di un componente qualsiasi (periferica) di un computer, ma in questo caso è usato in maniera impropria. Un masterizzatore velocizzato, infatti, non è stato overcloccato ma modificato con un aggiornamento del firmware.

## Scopi e funzioni

### Scopo funzionale
È in questi casi che l'aspetto funzionale di un overclock tende ad evidenziarsi maggiormente. Sfruttare una vecchia CPU per eseguire ad esempio un gioco che richiederebbe del nuovo materiale hardware giustifica l'esecuzione di un overclock. Stesso vantaggio si otterrebbe overcloccando un hardware utilizzato per eseguire lunghe ed impegnative elaborazioni, quale ad esempio un secondo PC adibito alla codifica di filmati o al rendering di grafica 3D che spesso richiedono ore.

### Scopo sperimentale
In questo caso si parla di individui che per puro spirito di sperimentazione o per passare il tempo si dilettano nel testare il limite fisico del proprio hardware. Infatti, il costruttore di una CPU raramente fornisce alla propria clientela materiale tarato su tolleranze minime. Un processore prodotto per lavorare per esempio a 2,4 GHz, probabilmente è stato progettato per lavorare almeno fino a 3 GHz e successivamente limitato via software (o in alcuni casi via hardware) ad una frequenza inferiore, quella indicata sull'etichetta. In molti casi il distacco tra queste due velocità di funzionamento è tanto ampio da rendere conveniente il superamento dei limiti di fabbrica.

## Procedimento
Per eseguire un overclock di una CPU, bisogna garantire che l'hardware interessato non subisca danni: ogni processore ha come caratteristica una temperatura di core che deve essere mantenuta stabile e sotto una certa soglia di pericolo.
L'aspetto fondamentale, quindi, risiede nelle questioni legate al raffreddamento forzato del componente interessato.

### Raffreddamento della CPU
Se il processore viene fatto operare a una velocità più elevata di quella nominale, l'energia termica sviluppata dallo stesso aumenterà rapidamente con carichi elaborativi elevati (codifica filmati ad esempio).
Inoltre, non sempre il sensore di temperatura interno al processore riuscirà ad essere d'aiuto, in quanto potrebbe rilevare troppo tardi un repentino ed improvviso innalzamento della temperatura del socket, che è la parte del processore racchiusa dall'involucro del processore stesso: il sensore di temperatura si trova spesso all'esterno o ai bordi dell'involucro.
Per evitare spiacevoli inconvenienti dovuti ad un surriscaldamento (overheat) della CPU (con conseguente blocco del sistema e possibili danni irreparabili allo hardware) è necessario, quindi, fare in modo che il core del processore, a sistema avviato ed a pieno regime di elaborazione, venga comunque a trovarsi al di sotto della temperatura di funzionamento nominale dichiarata dal costruttore.

#### Ventole
In un overclock convenzionale sarà sufficiente sfruttare i principi della dissipazione termica per risolvere il problema.
Si dovranno quindi potenziare le ventole di raffreddamento esistenti, o aggiungerne di nuove, per consentire:
- il ricambio di aria all'interno del case del sistema informatico;
- un adeguato afflusso d'aria sulla superficie del dissipatore di calore a contatto con la CPU interessata dall'overclock.

Si possono trovare in commercio ventole con diversi livelli di rumorosità che, a parità di dimensioni, sono in grado di far circolare più aria nell'unità di tempo rispetto a delle ventole economiche, parametro misurato in volume di piedi al minuto (CFM). Per altre informazioni sul flusso d'aria nel case, si consiglia di vedere la voce ATX.
Una nota riguardo alla pulizia risulta quantomai doverosa: un computer o un qualsiasi apparato elettronico che abbia la necessità di un raffreddamento forzato attivo (tramite ventole) dovrà godere di un'accurata pulizia. La polvere aspirata all'interno dei case e depositata in modo spesso del tutto casuale può arrivare a livelli di accumulo tali da comportarsi come una "copertina", riducendo talvolta, anche pesantemente, l'efficacia del sistema di raffreddamento. Infine c'è anche da dire che nei case di qualità superiore alla media, per scongiurare l'accumulo eccessivo di polvere all'interno del sistema, vengono disposti dei filtri vicino alle ventole il cui flusso è orientato verso l'interno del sistema: una mancata pulizia di tali strumenti a lungo termine non potrà che portare alla disfunzione, se non al blocco totale, delle ventole di sistema, basti pensare che aziende elettroniche che adottano le normative ISO 9001 per garantirsi la qualità del proprio prodotto, gestiscono la regolare taratura degli strumenti utilizzati sulle linee di produzione a cadenza trimestrale, comprendente nella revisione, la pulizia dei filtri antipolvere.

#### Dissipatori
Per migliorare il coefficiente di dissipazione termica della CPU vanno adottati o consolidati due aspetti specifici:
1. Utilizzo della pasta termoconduttiva (o gel termico) al posto del più scadente PAD termico
2. Miglioramento della superficie dissipante (questa procedura è detta lapping, o lappatura)

La pasta termoconduttiva è un composto elettricamente non conduttivo a base minerale, ha la consistenza di un gel in grado di aumentare la coesione termica tra due superfici secondo quanto enunciato nel primo principio della termodinamica.
La pasta (o gel) viene spalmata tra il processore e il dissipatore che vi è sovrapposto, e viene usata universalmente, anche su processori non interessati dall'overclock.
È in commercio una pasta termica molto più prestante riguardo alla conduzione termica; la sua migliore capacità di scambiare calore è dovuta alla sua composizione pari al 100% di metalli e varie leghe. Al tatto si presenta come mercurio, ma non è assolutamente tossica. Questa soluzione non ha tutti i pro dalla sua parte, infatti, essendo composta solo da metalli, è conduttiva elettricamente, e questo è un rischio enorme, dato che mentre si cerca di spalmarla potrebbero caderne alcune gocce sui contatti della scheda madre, e questo finirebbe con l'andare poi a cortocircuitare tutto il sistema quando lo si alimenta elettricamente.
Per migliorare l'efficienza della superficie dissipante, caratteristica essenziale di ogni dissipatore, indicata in centimetri quadri totali e caratterizzata dal coefficiente di conduttività termica del materiale utilizzato, si può operare pulendo il vecchio dissipatore. Rimuovendo la polvere ed il grasso presenti tra le lamelle del dissipatore è possibile riportare lo stesso alla sua funzionalità caratteristica nominale ed ottimizzarne il funzionamento.
Esistono in commercio, inoltre, dissipatori con coefficiente di dissipazione molto elevato, adatti agli scopi in oggetto: l'acquisto di un dissipatore maggiorato è fortemente consigliato per garantire la buona riuscita e la stabilità a lungo termine di un overclock.
Se non si volesse utilizzare un dissipatore con coefficiente termico nominale molto elevato, è possibile migliorare la dissipazione, eseguendo l'operazione di lapping, che consiste nel rendere più piana e liscia la superficie del dissipatore per aumentarne il coefficiente di dissipazione. Questo si ottiene artigianalmente tramite carta vetrata molto fine o con paste abrasive varie.
I più esperti riescono a guadagnare alcuni gradi grazie al lapping.

#### Metodi alternativi
Fermo restando che per un overclock di tipo convenzionale è sufficiente realizzare quanto sopra riportato per garantire un corretto raffreddamento della CPU che si scalda molto, ci sono situazioni in cui l'energia termica da dissipare è troppo elevata per garantirne la dispersione con i metodi convenzionali.
Per questi casi sono stati progettati negli ultimi anni metodi alternativi di raffreddamento:
- A liquido
- A celle di Peltier e liquido
- A transizione di fase
- A immersione
- Ad azoto liquido
- A ghiaccio secco

A causa della difficoltà a gestire alcuni sistemi di raffreddamento, che pongono problemi di coibentazione e, nel caso del ghiaccio secco e dell'azoto liquido, di dover controllare costantemente il livello del ghiaccio o dell'azoto nel tolotto, alcuni sistemi di raffreddamento non sono attualmente utilizzabili per un uso quotidiano (in "daily"), ma solo per "bench", ovvero per raggiungere determinati record in termini di frequenza o di punteggio utilizzando appositi benchmark (quindi si tratta in questo caso di un utilizzo solo di alcuni minuti o ore).
Pertanto, mentre l'azoto liquido ed il ghiaccio secco sono utilizzabili soltanto per bench, il liquido "semplice" e il liquido con celle di peltier sono utilizzabili anche in daily.
Il raffreddamento a "phase change", benché considerato per la maggior parte un tipico raffreddamento per bench, è utilizzato da alcuni appassionati anche per il daily.

##### Raffreddamento a liquido
Per raffreddare una CPU a liquido viene disposto sulla CPU un supporto all'interno del quale passa dell'acqua (analogamente a quanto avviene delle automobili con il radiatore). L'acqua viene quindi spostata con una pompa attraverso un circuito idrico fino all'esterno del case dove viene poi raffreddata tipicamente in modo attivo mediante l'uso di un radiatore e una ventola; in alcuni casi l'acqua viene fatta transitare attraverso grandi dissipatori in alluminio alti alcune decine di centimetri che, data la loro grande superficie dissipante e le buone caratteristiche termiche nell'alluminio, non necessitano di alcuna ventola e rimangono quindi totalmente silenziosi.

##### Raffreddamento mediante Celle di Peltier e liquido
L'impiego delle celle di Peltier consiste nell'accostare alla CPU, mediante pasta termica, una cella e quindi disporre il supporto di raffreddamento descritto nell'esempio precedente sopra la cella stessa. In questo modo si forza elettricamente lo spostamento dell'energia termica e si utilizza il circuito di raffreddamento per spostare all'esterno l'energia così raccolta. Il problema di questa soluzione è che può accadere che la parte esterna del processore si trovi a temperature molto basse, nonostante l'overclock, tanto da causare la formazione di condensa in quantità tali da causare il blocco/danneggiamento funzionale dell'intero sistema.

##### Raffreddamento a phase change
Questo sistema utilizza per la dissipazione un meccanismo simile a quello di un frigorifero, sfruttando l'assorbimento o il rilascio di energia delle sostanze al loro cambiamento di stato. Le parti più importanti per l'efficienza di un phase change sono il compressore (i più usati sono da 1/4 hp o da 1/2 hp, ma si utilizzano anche compressori da 1 hp o addirittura più di un compressore nei modelli più potenti a "multistadio"), il tipo di gas refrigerante utilizzato e l'evaporatore.
Come potenzialità di overclock con un buon phase change si può raggiungere o superare (nel caso dei multistadio) il raffreddamento con ghiaccio secco. Lo svantaggio di questo sistema è che può consumare molta energia elettrica e può costare anche più di 1.000 euro.

##### Raffreddamento ad immersione
Il metodo ad immersione richiede di immergere il processore con tutta la motherboard in una sostanza liquida, non conduttiva, a base minerale e tipicamente trasparente. In questo modo oltre a sfruttare la superficie di contatto del processore predisposta dal costruttore, si riesce ad indirizzare lo scambio termico anche sulla motherboard, il retro del processore, le memorie e tutto il resto.
La soluzione comporta però alcuni inconvenienti:
- Il tutto risulta ingestibile nel caso la configurazione dell'hardware debba essere modificata spesso.
- Tutto ciò che di mobile si trovava nel case (interruttori, connettori, CD-ROM, hard disk, etc) va spostato al di fuori del recipiente che conterrà solamente il liquido refrigerante e la motherboard.
- Le ventole non sono affatto concepite per spostare un liquido ma solo l'aria asciutta: risulta difficile, quindi, escogitare un sistema per far muovere il liquido nel recipiente e rendere così omogenea la temperatura in ogni parte del sistema.
- A volte le potenze in gioco rendono comunque necessario raffreddare il fluido esternamente mediante un radiatore e una ventola.

Dunque una soluzione di difficile approccio, ma che attualmente garantisce i risultati migliori e soprattutto le maggiori possibilità di overclock: è possibile trovare sulla rete progetti di sistemi concepiti per lavorare a 2 GHz che con questi presupposti vengono fatti operare a 4 GHz senza problemi.

##### Raffreddamento ad azoto liquido
Consiste nel raffreddare la cpu con l'azoto liquido che ha una temperatura di -180 °C. Per fare questo si mette il liquido all'interno di un recipiente in rame detto tolotto posizionato come un dissipatore, sopra la CPU. I rischi di tale tipo di raffreddamento sono però elevati.

### Alimentazione e memorie
L’alimentatore del sistema non necessita di alcuna modifica per la corretta esecuzione dell'overclock, deve comunque avere delle buone caratteristiche di potenza (per un sistema moderno ci si orienta tipicamente non al di sotto dei 500 watt totali) e un buon sistema di stabilizzazione, soprattutto per quanto concerne la protezione dagli spike di rete.
C'è da dire inoltre che negli ultimi anni, molte case produttrici hanno realizzato alimentatori con sistemi di protezione incorporati. Tali alimentatori sono tipicamente in grado:
- di capire se il sistema connesso è correttamente funzionante dal punto di vista elettrico, prima di iniziare l'erogazione della corrente (così da evitare rotture dovute a corto circuito)
- di capire se il carico connesso è eccessivo, così da evitare surriscaldamenti o piccoli incendi
- di mantenere, all'atto dello spegnimento del sistema in uso, la ventola (o le ventole) accesa/e così da favorire la dispersione verso l'esterno dell'energia termica residua all'interno del case
- di variare la velocità della ventola (o delle ventole) in funzione dell'assorbimento, così da minimizzare i rumori.

Talvolta, nel caso in cui l'overclock riguardi anche la velocità di funzionamento dell'FSB (Front Side Bus) delle memorie di sistema, si dovrà provvedere ad installare dissipatori anche sulle memorie stesse, pena la loro disfunzione. Alternativamente, si potrà optare per l'acquisto di memorie con maggiori tolleranze di funzionamento, vendute allo scopo.

### Impostazioni
Le impostazioni necessarie a garantire il corretto settaggio della tensione di core e della velocità di clock della CPU sono, ad oggi, configurabili dal BIOS della scheda madre seguendo le istruzioni riportate sul manuale del costruttore. Precedentemente e su alcune motherboard economiche ad oggi commercializzate, si doveva operare con i ponticelli, piccoli archi metallici da unire a contatti elettrici disposti sulla scheda madre per definirne il comportamento. Tale soluzione si rivelava molto scomoda nel caso fosse necessario variare spesso la configurazione hardware di sistema.
Talvolta, il moltiplicatore di frequenza delle CPU è bloccato via hardware dal costruttore per impedire che tali componenti possano essere overcloccate. In questo caso esistono alcune possibili escamotage:
- Si può aumentare la frequenza del Front Side Bus per ottenere un miglioramento generale delle prestazioni del sistema e della frequenza finale del processore
- Si può operare una modifica hardware (vedi le voci correlate) analogamente a quanto avviene ad esempio con la PlayStation, andando a eseguire vere e proprie saldature sul corpo della CPU o utilizzando adattatori
- È possibile acquistare motherboard che siano state concepite per ignorare tali limiti e che operando al di fuori degli standard permettano d'ignorare le impostazioni del costruttore

Spesso, questo tipo di blocco riguarda anche la possibilità di variare opportunamente, in funzione dell'overclock, la tensione di core come successivamente descritto.

## I pericoli

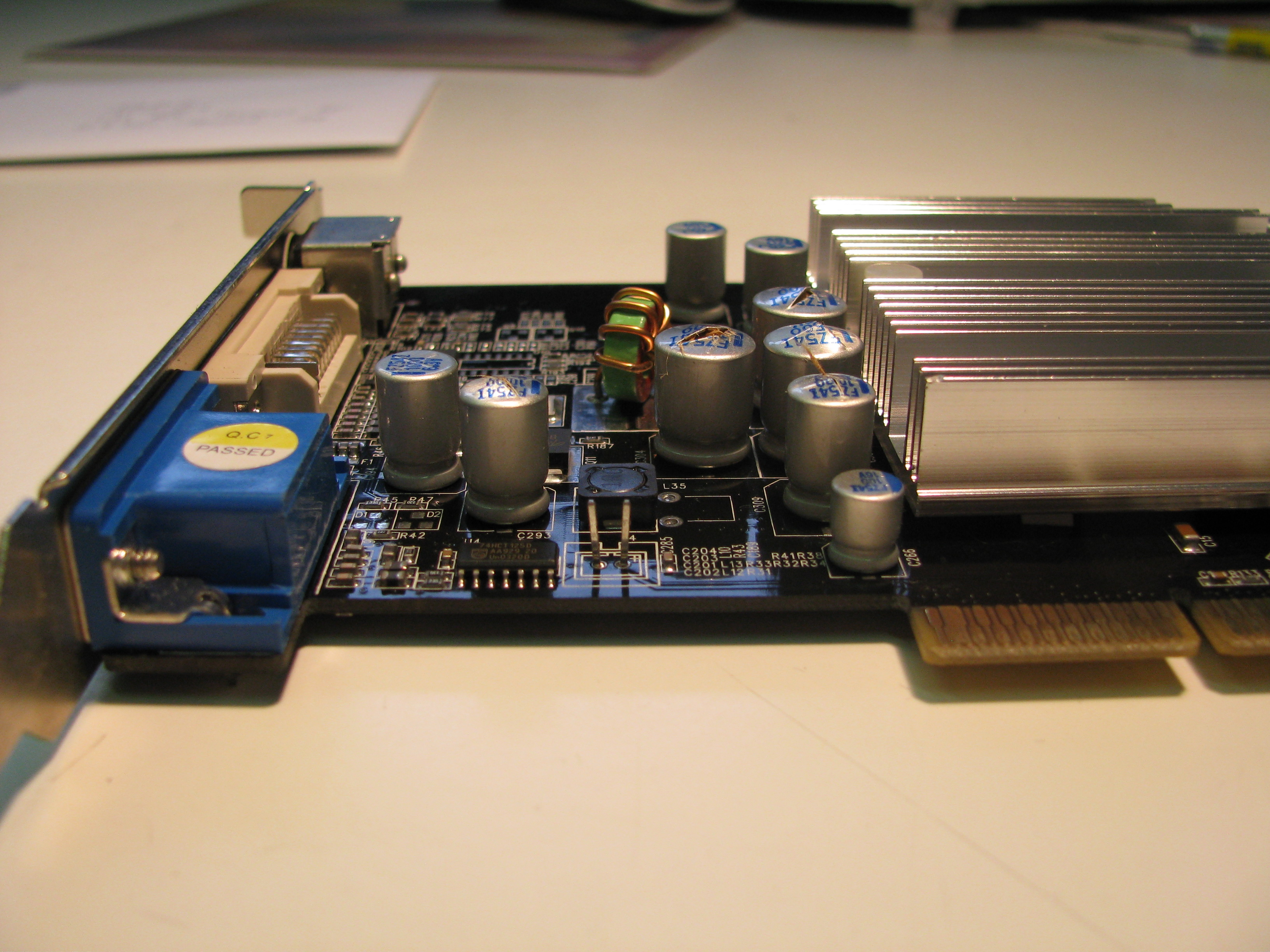
Condensatori elettrolitici esplosi su una scheda video AGP

Un overclock errato o eccessivo, il blocco di una ventola o un errore nel settaggio della tensione di core, possono portare alla permanente rottura di CPU, memorie ed in alcuni casi della motherboard del sistema. Una rottura di questo tipo non è coperta da alcun tipo di garanzia sul prodotto e la sua eventualità va preventivata. Inoltre sembra che l'overclock (e l'overvolt che all'overclock è quasi inevitabilmente abbinato) possa determinare un notevole incremento del fenomeno dell'elettromigrazione, determinando quindi una possibile riduzione della lunghezza della vita del componente overclockato.

## Record
L'overclock meglio riuscito al mondo è stato effettuato su un FX ™ 8350 (venduto solitamente con un clocking pari a 4,1 Ghz) da 4 core fatto arrivare a 8,8 GHz, con raffreddamento ad azoto liquido.